# کوین کنن
کوین کنن (انگلیسی: Kevin Kennon؛ زادهٔ ۱۲ ژوئیهٔ ۱۹۵۸) معمار اهل ایالات متحده آمریکا است.